# 道尔顿·克内克特
道尔顿·克内克特（英語：Dalton Knecht，2001年4月19日—），美国篮球运动员。克内克特大学时带领田纳西大学校队打入过NCAA锦标赛八强。在2024年NBA选秀中，他被洛杉矶湖人以首轮第17顺位选中。现效力于洛杉矶湖人。

## 早年经历
克内克特出生于北达科他州法戈，在科罗拉多州长大。他在高一时身材矮小，之后几年才开始快速增高，高三时长到了6英尺4英寸。
高中毕业后，他由于成绩一般，无法进入本州旗舰科罗拉多大学。他转而选择了在科罗拉多州的一所社区学院——东北初级学院打球。
在社区学院打了两年球后，克内克特转学到北科羅拉多大學，从此可以在NCAA打球。他在该大学打了两年。期间因为COVID-19疫情影响，NCAA给予了球员额外一年的参赛资格，克内克特于是在大五进入了田纳西大学。在当赛季的NCAA锦标赛上，他单核带队打到了8强战，这是田纳西大学队史上第二次进入8强。他在大五赛季的三分命中率达39.7%。

## NBA经历
在2024年大五赛季结束后，他参加NBA选秀，被洛杉矶湖人以首轮第17顺位选中。他在新秀赛季11月对阵犹他爵士的比赛中，单场投入9计三分，追平了新秀球员单场比赛三分纪录。
2025年2月6日，洛杉矶湖人将克内克特與卡麥隆·瑞迪許交易至夏洛特黄蜂換取马克·威廉姆斯。2月9日，該交易因未能滿足交易條件而取消。